# Alamis albicincta
Alamis albicincta là một loài bướm đêm trong họ Noctuidae.